# Build a Rocket Boys!
Build a Rocket Boys! (deutsch: „Baut eine Rakete, Jungs!“, Abkürzung „BRB“) ist das 5. Studioalbum von Elbow. Es erschien erstmals am 3. März 2011 bei Fiction Records.
Die Band selbst schreibt den Titel des Albums mit kleinen Buchstaben und Ausrufungszeichen (build a rocket boys!).

## Musikstil
Die Band beschreibt das Album als „wesentlich näher am Debüt-Album Asleep in the Back als alles andere Material“, aber mit mehr positiven Elementen und „groovier“.

## Entstehungsgeschichte
“It’s the first time that our whole lives aren't hanging on the success of a record. And everyone has slightly better shoes.”

„Es ist das erste Mal, dass nicht unsere ganze Existenz am Erfolg einer Platte hängt. Und jeder hat etwas bessere Schuhe.“

Die Erwartungen an dieses Album waren im Vorfeld besonders hoch, weil es das erste Album der Band ist, das fast drei Jahre nach dem Vorgängeralbum The Seldom Seen Kid veröffentlicht wird, mit dem Elbow den kommerziellen Durchbruch schaffte und unter anderem den Mercury Music Prize gewinnen konnte.
Konkrete Planungen für BRB begannen Mitte 2009. Zu diesem Zeitpunkt bestanden schon erste Songideen. Elbow nahm sich aber bewusst für das Album Zeit, um einerseits diverse Vorhaben wie z. B. eine Amerika-Tour durchführen zu können und andererseits nicht den frisch erreichten Erfolg zu „kapitalisieren“ und lieber ein gutes Album erstellen zu können.
Bei der Entscheidung, wie man das neue Album nach dem großen Durchbruch mit The Seldom Seen Kid gestalten soll, hat sich die Band vor die Wahl gestellt zwischen mehreren Alternativen. Gewählt wurde weder der Weg, einen Versuch zu starten, das Album nur mit Stadion-Hits zu füllen, noch der Weg, „Kunst um der Kunst willen“ zu erstellen. Elbow entschieden sich, das zu tun, was sie als richtig erachteten, wie sie es immer taten. Sie sind der Meinung, eine „andere“ Platte geschaffen zu haben, und sind auf das Ergebnis stolz. Jedoch gestehen sie an anderer Stelle, dass der Sound des Albums an große Veranstaltungsorte angepasst sei.
Am 22. Dezember 2010 nannte Garvey „versehentlich“ in einer Radiosendung erstmals den Titel des Albums. In einem resultierenden Zeitungsartikel wurden weitere Details genannt. So wurde das Datum der Veröffentlichung mit dem 7. März 2011 angegeben und für den 26. Dezember 2010 wurde eine Überraschung zugesagt. Diese erfolgte tatsächlich auf der Homepage der Band und Bestand aus der Ankündigung einer Kurztour mit 12 großen Auftritten in Stadien im März in England und einem Teaser in der Form eines im Studio aufgenommenes Videos des ersten Lieds des Albums Lippy Kids auf einer Extra für BRB geschaffenen Homepage. Kurz vor dem Erscheinen des Albums wurden auf der Homepage des Albums Ausschnitte von allen Titeln des Albums verfügbar gemacht, wenn nur ausreichend Facebook-Mitglieder sich mit der Seite des Albums verlinken.
Die Veröffentlichung ist gestaffelt und begann mit der Veröffentlichung der ersten Single Neat Little Rows, die am 27. Februar 2011 erschien. Es schloss sich eine Woche später die Veröffentlichung der Download-Versionen am 4. März an. In Großbritannien wurde zu diesem Zeitpunkt auch die CD-Version veröffentlicht, die in vielen anderen Ländern jedoch erst Mitte April erschien, wie z. B. auch in Deutschland.

## Veröffentlichungen und Charterfolge
Neben der Standard Edition wurde auch eine Deluxe Edition veröffentlicht.
Der Promotion Ausgabe liegt in Anlehnung an die gelben Hefte des Reclam Verlags ein Reclaim-Heft bei, in dem die Texte übersetzt wurden.

## Titelliste
“Lyrically this is a record about the ups and downs of being young through the eyes of someone who loved and hated it all the same time.”

„Lyrisch geht es auf der Platte um die Hochs und Tiefs des Jungseins aus der Sicht von Jemandem, der es liebte und gleichzeitig auch hasste.“

1. The Birds – 8:03
  - “The Birds” (deutsch: „Die Vögel“) handelt von der Begegnung mit einer unglücklichen Liebe aus der Sicht eines 85-jährigen Mannes. Für den Gesang in der Reprise wurde als Ergebnis der Suche nach einer “sweet but frail” (deutsch: „süßen aber zerbrechlichen“) Stimme ein Amateur engagiert, der von Beruf Klavierstimmer ist.[1]
2. Lippy Kids – 6:06
  - “Lippy Kids” (deutsch: „Vorlaute Kinder“) war zunächst der Arbeitstitel des Albums.[10] Der tatsächliche Titel „build a rocket boys!“ kommt in einer Zeile dieses Lieds vor. Es ist somit implizit der Titeltrack des Albums. Lippy Kids hatte seine Premiere Ende Dezember 2010 als Live Video aus dem Studio auf der Homepage des Albums. Somit war es das erste Lied des Albums, das in der Öffentlichkeit zu hören war.[6] Aus diesem Grund war es Gegenstand von ersten Vorbesprechungen des Albums.[10] Es handelt von Kindern, die auf der Straße ihre Zeit verbringen und Streiche spielen, sich aber nicht der Unbesorgtheit dieses Lebensabschnitts bewusst sind.[11]
3. With Love – 4:12
4. Neat Little Rows – 5:40
  - “Neat Little Rows” (deutsch: „gepflegte kleine Reihen“) wurde als erste Single angekündigt und am 27. Februar 2011 veröffentlicht. Es hatte seine Premiere Anfang Januar 2011 in einer Radiosendung der BBC und war das zweite Lied des Albums, das in der Öffentlichkeit zu hören war.
5. Jesus Is a Rochdale Girl – 3:18
  - “Jesus Is A Rochdale Girl” (deutsch: „Jesus ist ein Mädchen aus Rochdale“) war das erste fertiggestellte Lied auf BRB. Es handelt von den Erinnerungen Garveys an seine Zeit als 22-Jähriger, wie er sich damals den Fortgang seines Lebens vorgestellt hat.[9]
6. The Night Will Always Win – 4:24
  - “The Night Will Always Win” (deutsch: „Die Nacht wird immer gewinnen“) ist ein Lied über einen alten Freund. Man ist im Streit auseinandergegangen, der Sänger merkt jedoch, dass er den alten Freund vermisst und braucht. Die sanfte, wehmütige Musik widerspricht dem britisch-humorigen Text (I miss your stupid face, I miss your bad advice), bekräftigt aber zugleich die Sehnsucht, den alten Freund wieder zu treffen.[12]
7. High Ideals – 5:39
8. The River – 2:51
9. Open Arms – 4:53
10. The Birds (Reprise) – 1:31
  - siehe oben The Birds
11. Dear Friends – 5:01

Mehrere Lieder handeln von den meist positiven Erinnerungen Garveys an seine Jugend in Bury.

## Cover
Wie bei The Seldom Seen Kid auch, ist das Cover von Oliver East gestaltet und besteht aus „einer sehr einfachen Zeichnung einer Figur, die ihre Arme in Aufregung zum Himmel streckt“.

## Rezeption
Der New Musical Express lobt die Fertigkeit von Guy Garvey, die Dinge des Alltags in Musik umzusetzen und gibt dem Album 8 von 10 Punkten.

BRB wurde für den Mercury Music Prize 2011 nominiert, konnte sich aber nicht gegen das Album von PJ Harvey Let England Shake durchsetzen.

## Merchandising
Neben dem üblichen Merchandising ist in Form eines Biers mit dem Namen des Albums eine besondere Form des Merchandisings erfolgt.